# Telmen
Le sum de Telmen (mongol : ᠲᠡᠯᠮᠢᠨ
ᠰᠤᠮᠤ, cyrillique : Тэлмэн сум, MNS : Telmen sum) est situé dans l'aïmag (ligue) de Zavkhan, en Mongolie. Sa population était de 2 820 habitants en 2005.